# Setge de Huete
El setge de Huete fou un enfrontament militar entre el califat almohade i el regne de Castella pel control de la localitat de Wabda, l'actual Huete, el juliol del 1172.
Els notables murcians van convèncer el califa almohade Abu-Yaqub Yússuf d'assetjar Wabda, que feia poc havia estat repoblada i constituïa una amenaça per a Kunka i el Xarq al-Àndalus. Yússuf va acceptar el suggeriment i va sortir d'Ixbíliya en direcció a Wabda. Pel camí va prendre Vilches i Alcaraz i per la plana d'Albacete es va presentar davant de Wabda el juliol del 1172, que va assetjar. El setge, tanmateix, fou un fracàs per la manca de combativitat de les seves forces. Finalment, en acostar-se un exèrcit castellà, els almohades es van retirar cap a Kunka, Xàtiba, Alx i Uryula fins a Múrsiya on l'exèrcit fou dispersat. Aleshores Abu-Yaqub Yússuf i Alfons VIII de Castella signaren treves per set anys.